# جوزف آسپلت
جوزف آسپلت (انگلیسی: Josef Ospelt؛ ۹ ژانویهٔ ۱۸۸۱ – ۱ ژوئن ۱۹۶۲) سیاست‌مدار اهل لیختن‌اشتاین بود.
وی از ۲ مارس ۱۹۲۱ تا ۲۷ آوریل ۱۹۲۲ نخست‌وزیر لیختن‌اشتاین بوده است.